# Тогузак (Іртиський район)
Тогуза́к (каз. Тоғызақ) — село у складі Іртиського району Павлодарської області Казахстану. Входить до складу Кизилжарського сільського округу.
Населення — 38 осіб (2021; 137 у 2009, 626 у 1999, 464 у 1989).
Національний склад станом на 1989 рік:
- росіяни — 37 %;
- казахи — 31 %.

Станом на 1989 рік село називалось Тукзак.